# Xysticus durus
Xysticus durus är en spindelart som först beskrevs av Thorwald Julius Sørensen 1898.  Xysticus durus ingår i släktet Xysticus och familjen krabbspindlar. Inga underarter finns listade i Catalogue of Life.